# Х
Х je cirilska črka, ki se je razvila iz grške črke Χ. Črka Х Spada med tako imenovane »lažne prijatelje«, saj izgleda povsem enako kot latinična črka X, vendar pa se ne izgovarja enako. Izgovarja se tako kot slovenski h in se po navadi tako tudi prečrkuje v latinico. V nekaterih jezikih uporabljajo tudi drugačno prečrkovanje, npr.: nemško ch, angleško: kh.
Tradicionalno ime te črke je her (хѣръ), v novejšem času pa se bolj uporablja kratko ime ha.
| tiskano | pisano |
| ------- | ------ |
| Х х     | Х х    |